# Evelina Haverfield

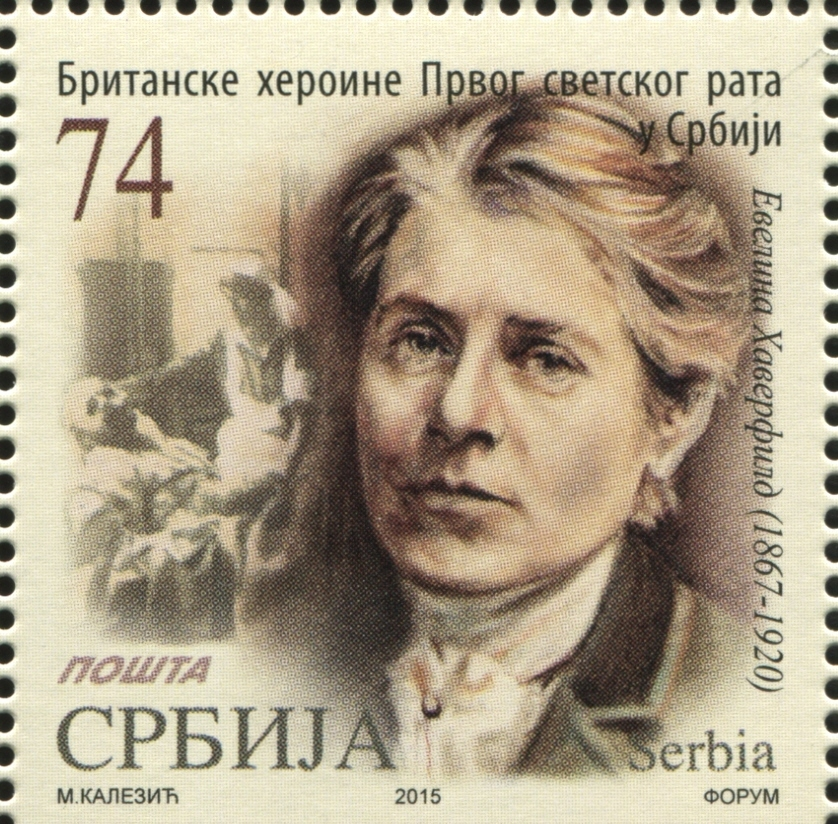
Haverfield su un francobollo serbo del 2015 della serie "Eroine britanniche della prima guerra mondiale in Serbia".

Evelina Haverfield, nata Evilena Scarlett (Kingussie, 9 agosto 1867 – Bajina Bašta, 21 marzo 1920), è stata un'attivista, suffragetta e umanitarista britannica; all'inizio del XX secolo fu impegnata nell'organizzazione militante per il suffragio femminile di Emmeline Pankhurst, l'Unione Sociale e Politica delle Donne. Durante la prima guerra mondiale lavorò come infermiera in Serbia. Dopo la guerra tornò in Serbia con la sua compagna Vera Holme per aprire un orfanotrofio a Bajina Bašta, una città nell'ovest del Paese.

## Carriera iniziale
Evelina alla nascita fu registrata come "Onorevole Evilena Scarlett" (con il suo nome scritto così), nata il 9 agosto 1867 al Castello di Inverlochy, in Scozia. Era la terza delle 5 figlie e un figlio di William Frederick Scarlett, terzo barone Abinger e sua moglie, Helen Magruder, figlia di un commodoro della Marina degli Stati Uniti. La sua infanzia fu divisa tra Londra e la tenuta di Inverlochy. Nel 1880 andò a scuola a Düsseldorf, in Germania.
Il 10 febbraio 1887, all'età di 19 anni, sposò un ufficiale della Royal Artillery, il maggiore Henry Wykeham Brooke Tunstall Haverfield RA (1846-1895), a Kensington, Londra e la coppia andò a vivere a Sherborne, nel Dorset. Dal 1890 al 1893 vissero a West Hall, un maniero elisabettiano a Folke vicino a Sherborne. Nel 1893 la coppia si trasferì a Marsh Court in una borgata del Dorset, Caundle Marsh. Il marito di Evelina aveva 20 anni più di lei. Il matrimonio fu felice e produsse due figli, John Campbell Haverfield (1887-1915) e Brook Tunstall Haverfield (1889-1954), ma Henry Haverfield morì otto anni dopo.
Evelina Haverfield godeva di uno stile di vita non ancora comune per le donne, ad esempio, andava in una bicicletta che chiamava Pegasus. Il ciclismo fu abbracciato dalle suffragette in quanto veicolo da "aria fresca" e libertà. Il senso di liberazione era dinamico durante la Grande Guerra, quando la mobilità era molto apprezzata e generava uguaglianza. Il 19 luglio 1899 sposò il maggiore John Henry Balguy RA (1859-1933), di una famiglia di nobili del Derbyshire, un altro maggiore della Royal Artillery, poi generale di brigata e infine magistrato della polizia metropolitana e un vecchio amico dell'esercito del suo defunto marito. La cerimonia si svolse a Caundle Marsh. La sposa tornò presto al nome Haverfield e mantenne la sua casa a Marsh Court a Sherborne. Il giorno del suo matrimonio scrisse nel suo diario: "Ho sposato il maggiore Balguy senza alcuna intenzione di cambiare il mio nome o modo di vivere in alcun modo. È un vecchio amico del mio caro Jack».
Durante la seconda guerra boera, si recò in Sudafrica per due anni per fare da assistente al marito che era di stanza lì. Le piaceva essere coinvolta nella zona militare e prese persino parte alle esercitazioni con i fucili. Mentre era lì formò un campo di riposo per cavalli. Dopo dieci anni la coppia si separò, ma non divorziò.
L'amicizia di Haverfield con Vera "Jack" Holme, che visse con lei nel Devon dal 1911, potrebbe essere stata più simile a un matrimonio, poiché un anno dopo essersi trasferita, la Holme fece della Haverfield la sua unica erede, lasciandole anche un letto con 'E.H.&V. H.' inciso su di esso. Nel 1921 il testamento della Haverfield fu confutato dal marito; si diceva che il loro matrimonio fosse "un'unione insoddisfacente".

## Suffragio femminile
Iniziò a interessarsi alla politica e si allineò con i gruppi di suffragette femminili moderate. Nell'aprile 1909 fu membro fondatore con Mildred Mansel (1868-1942) del ramo di Sherborne dell'Unione Nazionale delle Società per il Suffragio Femminile.
Nel 1908 partecipò a una manifestazione alla Royal Albert Hall e iniziò a sostenere le suffragette militanti, unendosi alla Women's Social and Political Union (WSPU). Prese parte a numerose proteste e fu arrestata più volte per ostruzione e aggressione alla polizia.
Nel 1909 prese parte alla Bill of Rights March. Membri della WSPU, guidati da Emmeline Pankhurst, tentarono di entrare nella Camera dei comuni. Furono bloccati dalla polizia e oltre 100 donne furono arrestate, tra cui la Haverfield. A seguito di una manifestazione della WSPU nel 1910 fu arrestata per aver aggredito un agente di polizia dopo averlo colpito in bocca. Secondo le accuse mosse contro di lei, aveva anche detto "Non è stato abbastanza duro. La prossima volta porterò un revolver".
Nel 1911 fu tra le 200 donne arrestate a Londra per aver rotto finestre e danneggiato edifici governativi durante una protesta pubblica contro il disegno di legge sul Manhood Suffrage (Suffragio Maschile). Il disegno di legge sul veto, che passava attraverso i Comuni, fu contestato più volte dai Lord durante gli sforzi del governo liberale per garantire le disposizioni nei loro bilanci nel 1909 e 1910. La parte della Haverfield sul Parliament Act 1911, in questa particolare protesta, era stata quella di tentare di interrompere un cordone di polizia conducendo la polizia a cavallo fuori dalla propria posizione. Nello stesso anno la Haverfield iniziò una relazione con la sua collega suffragetta, l'attrice Vera Holme, che durò fino alla morte della Haverfield, sebbene durante il 1919 la Holme vivesse a Kirkcudbright dove ebbe una relazione con l'artista Dorothy Johnstone.
Con Alice Laura Embleton (una studiosa del cancro), Vera Holme e Celia Wray, la Haverfield istituì tra di loro la "Foosack League" privata. L'appartenenza era riservata alle donne e alle suffragiste; le prove interne suggeriscono che la Foosack League fosse una società segreta lesbica. Certamente le quattro erano amiche intime, come testimoniano le numerose lettere scritte tra loro, in particolare durante la prima guerra mondiale.

## Prima guerra mondiale
Quando scoppiò la prima guerra mondiale nel 1914 la Haverfield si preoccupò di come le donne potessero aiutare in caso di invasione del Regno Unito e fondò il Women's Emergency Corps. Nel 1915 si offrì volontaria per andare all'estero con gli Scottish Women's Hospitals for Foreign Services, unendosi a Elsie Inglis in Serbia e a Mary H. J. Henderson, collega suffragista scozzese; era l'amministratrice della sua unità, mentre viaggiavano attraverso il caotico ritiro serbo. All'inizio del 1916 furono costrette a lasciare la Serbia in seguito all'invasione tedesca. La Haverfield tornò in Inghilterra e rilasciò interviste alla stampa sulla situazione in Serbia. Ad agosto, su richiesta della Inglis, si recò a Dobrugia in Romania. Con Flora Sandes fondò l'On. Fondo di Evelina Haverfield e Sert-Major Flora Sandes per la promozione del comfort per soldati e prigionieri serbi.

### Il dopoguerra
Dopo la fine della guerra Evelina rivolse la sua attenzione ai bambini serbi orfani. Viaggiò in Serbia con la Holme e contribuì a costruire un centro sanitario per bambini a Bajina Basta che in seguito fu intitolato a lei. Morì, all'età di 52 anni, il 21 marzo 1920 di polmonite ed è sepolta nel cimitero di Bajina Basta. Il 1 maggio 1920 si tenne per lei un servizio funebre nella Cattedrale di Southwark. Nel 1923 una lapide fu eretta in sua memoria nella chiesa di Bishop's Caundle nel Dorset sotto la finestra commemorativa che Evelina aveva eretto per il suo primo marito.Sherborne & the fight for women’s suffrage – The Old Shirburnian Society A Vera Holme sono state lasciate 50 sterline all'anno a vita dalla Haverfield nonostante le minacce del marito di Evelina.

## Collegamenti con altre attiviste o associazioni
- Elsie Inglis
- Elsie Inglis Memorial Maternity Hospital[25]
- Scottish Women's Hospitals for Foreign Service[26]
- Eveline Haverfield
- Elizabeth Ness MacBean Ross
- Leila Paget
- Mabel St Clair Stobart
- Mary Josephine Bedford
- Katherine Harley
- Katherine Stewart MacPhail
- Isabel Emslie Hutton
- Sherborne & the fight for women’s suffrage[27]